# Figital
Figital (acrônimo de físico + digital) é um conceito que surge no XXI e especificamente refere-se à presença da mesma pessoa tanto no mundo físico quanto no digital. Não se refere apenas a uma combinação de elementos ou dados do mundo físico (obtidos de muitas pessoas) e digital (obtidos de outras muitas pessoas), mas sim que faz referência a que é a mesma pessoa quem tem presença no mundo físico e no mundo digital, e, portanto, o comportamento em ambos os mundos não implica dois entes separados, mas sim que é parte de uma mesma realidade, que deve poder ser tratada de forma conjunta ou figital, e pode ser analisada pessoa a pessoa.Portanto, deve existir a capacidade de identificação da presença de cada pessoa em ambos os mundos. Por exemplo, quando uma pessoa navega na página web de uma loja online e quando está fisicamente no local físico. Tudo isso leva a entender o físico e o digital como uma única realidade de cada pessoa e não como dois entes separados.

## Tecnologias relacionadas
Embora autores como Juan Carlos Mejía e outras muitas referências publicadas em vários artigos, podem considerar experiências e tecnologias do tipo figital, como:
- Os códigos QR, Marcadores de realidade aumentada,[5] Light ID[6]
- As hashtag em um programa de TV, onde uma pessoa usa uma aplicação móvel enquanto assiste a um programa de TV.
- Telas táteis
- RFID

Outras muitas tecnologia podem ser incluídas nesta lista, mas todas elas se referem à integração de aspectos físicos e com tecnologias digitais sem necessidade de existir uma identificação única da pessoa em ambos os mundos. Ou seja, embora usemos no mundo físico todo tipo de tecnologias digitais, essas tecnologias não operam sob um paradigma figital.
A diferença é que essas tecnologias são puramente digitais e requerem a interação de cada pessoa e o conhecimento da localização do próprio dispositivo eletrônico para localizar, junto com esse dispositivo, a pessoa que o usa, ou seja, se a pessoa não interage, não tem presença em ambos os mundos, não basta sua mera presença. Não há diferença com o uso de um computador ou tablet, em casa ou em uma loja. Logicamente, se uma pessoa entra em uma loja e digita seus dados pessoais no tablet da entrada, podemos de alguma forma associar a presença de uma pessoa física e sua pegada digital, ou se uma pessoa entra em uma loja e escaneia um código QR ou se conecta a uma rede Wi-Fi ou se identifica com seus dados pessoais ou com seu cartão de crédito para o vendedor, este pode registrar no TPV que essa pessoa esteve naquela loja naquele momento, e somente através de ações manuais ou interações geradas pelos usuários podemos ligar identificadores de ambos os mundos físico e digital.
A tecnologia Seeketing é a primeira que permite um verdadeiro ambiente figital, pois não se baseia em ações manuais ou na necessidade de interação dos usuários para sua identificação digital e sua localização física, mas sim em sua simples presença no mundo físico ou digital, graças a carregar consigo um smartphone ligado, que está sendo detectado e identificado no mundo físico, e quando é usado está sendo detectado com o mesmo identificador no mundo digital. Ou seja, não requer que o visitante se torne usuário e interaja com nenhum equipamento eletrônico, mas sim que o visitante leve consigo um smartphone no bolso que está continuamente emitindo sinais e, portanto, sua presença pode ser detectada de forma única.